# Vlag van Someren

De vlag van de gemeente Someren

De vlag van Someren is op 2 maart 1995 door de gemeenteraad van de Noord-Brabantse gemeente Someren aangewezen als gemeentelijke vlag. De vlag is afgeleid van het wapen van Someren uit 1991, dat was gemaakt naar aanleiding van de fusie van de gemeente met Lierop in 1935. Men had hier kennelijk geen haast mee.

## Beschrijving
De beschrijving van de vlag luidt als volgt: 
Rechthoekig met een verhouding tussen lengte en hoogte als 3:2, met drie banen van gelijke hoogte, van boven naar beneden wit, zwart en geel. Aan de broeking zijn drie rode molenijzers geplaatst, ieder in het midden van de hoogte van een baan en met een hoogte van 1/4 van de hoogte van de vlag. In de vlucht over het geheel een oranje klimmende leeuw met rode tong en nagels, verticaal gecentreerd en met een hoogte van 3/4 van de hoogte van de vlag.
Het ontwerp was van de gemeente zelf, geadviseerd door de Noord-Brabantse Commissie voor wapen- en Vlaggenkunde. De kleuren van de banen zijn ontleend aan de wapens van Someren en Peelland, de molenijzers zijn afkomstig van de wapens van Lierop en Peelland, de leeuw van het wapen van Someren. De leeuw zou geel behoren te zijn, maar waarschijnlijk is voor oranje gekozen voor een beter contrast met de witte en gele baan van de vlag. Op de bijbehorende tekening was de leeuw zwart omlijnd en had deze een rode tong en nagels.

## Verwante symbolen

Het wapen van Someren
Het wapen van Someren (1817-1991)
Het wapen van Lierop
Het wapen  van Peelland

Alphen-Chaam · Altena · Asten · Baarle-Nassau · Bergeijk · Bergen op Zoom · Bernheze · Best · Bladel · Boekel · Boxtel · Breda · Cranendonck · Deurne · Dongen · Drimmelen · Eersel · Eindhoven · Etten-Leur · Geertruidenberg · Geldrop-Mierlo · Gemert-Bakel · Gilze en Rijen · Goirle · Halderberge · Heeze-Leende · Helmond · 's-Hertogenbosch · Heusden · Hilvarenbeek · Laarbeek · Land van Cuijk · Loon op Zand · Maashorst · Meierijstad · Moerdijk · Nuenen, Gerwen en Nederwetten · Oirschot · Oisterwijk · Oosterhout · Oss · Reusel-De Mierden · Roosendaal · Rucphen · Sint-Michielsgestel · Someren · Son en Breugel · Steenbergen · Tilburg · Valkenswaard · Veldhoven · Vught · Waalre · Waalwijk · Woensdrecht · Zundert